# Billezois
 Billezois  là một xã ở tỉnh Allier thuộc miền trung nước Pháp.